# Tân An, Đắk Lắk
Tân An là một phường thuộc tỉnh Đắk Lắk, Việt Nam.
Phường có diện tích 11,04 km², dân số năm 1999 là 13.851 người, mật độ dân số đạt 1.255 người/km².

## Hành chính
Phường Tân An được chia thành 6 khu phố: Tân Định, Xuân Minh, Thắng Tam, Hóa An 1, Hóa An 2, Hóa An 3